# Tegenaria hauseri
Tegenaria hauseri là một loài nhện trong họ Agelenidae.
Loài này thuộc chi Tegenaria. Tegenaria hauseri được Paolo Marcello Brignoli miêu tả năm 1979.